# Динатронный эффект

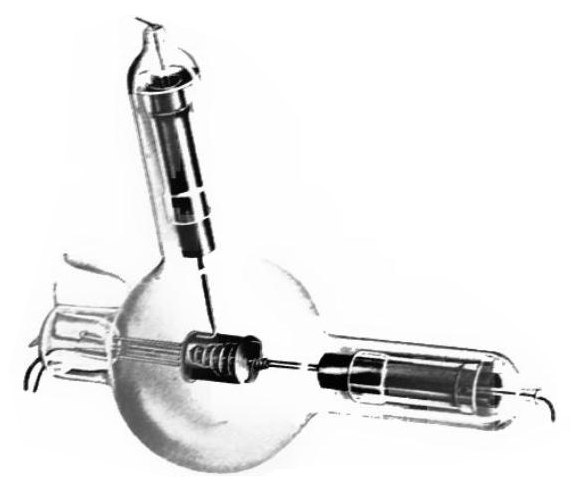
Динатрон А. Галла конструкции 1918 года

Динатронный эффект в электронных лампах — «переход электронов вторичной эмиссии на другой электрод». Бомбардировка анода лампы электронами высокой энергии выбивает из него электроны вторичной эмиссии. Если при этом на другой электрод (например, экранирующую сетку тетрода) подали потенциал, превышающий потенциал анода, то вторичные электроны не возвращаются на анод, а притягиваются к другому электроду. Ток анодной нагрузки падает, ток другого электрода возрастает. В тетродах динатронный эффект порождает нежелательное состояние отрицательного внутреннего сопротивления, при котором рост анодного напряжения сопровождается уменьшением анодного тока (в крайних случаях анодный ток может и вовсе менять направление). В пентодах динатронный эффект подавляется введением третьей (антидинатронной) сетки, которая препятствует вылету вторичных электронов из поля анода.

## Происхождение названия
В 1918 года научный сотрудник General Electric Альберт Халл предложил новый тип вакуумной лампы — динатрон (англ. dynatron). До своего прихода в радиотехнику Халл изучал греческую филологию и впоследствии называл свои изобретения греческими именами: динатрон, плиотрон, тиратрон, магнетрон и т. п. Динатрон имел три электрода — спиральный катод прямого накала, окружающий его перфорированный цилиндр первого анода и внешний, сплошной, цилиндр второго анода. Первый анод динатрона внешне походил на сетку обычного триода («аудиона» де Фореста), но, в отличие от триода, на него следовало подавать положительное напряжение смещения. При определённом соотношении напряжений на анодах рост напряжения на втором аноде приводил к снижению тока через него. Халл предлагал использовать одиночные динатроны в качестве генераторов высокочастотных колебаний, а двойки из непосредственно-связанных динатронов — как неинвертирующие усилители.
В 1926 году тот же Халл скрестил триод и динатрон, поставив между сеткой и анодом экранирующую сетку — аналог «первого анода» из его динатрона 1918 года. В том же году Генри Раунд довёл идею, впервые выдвинутую Вальтером Шоттки (1916), до серийного выпуска — на рынок вышли первые серийные радиочастотные тетроды. Новая лампа превосходила триод в области верхних частот, но при малых анодных напряжениях демонстрировала тот же «динатронный эффект», что и динатрон Халла. Отсюда альтернативное определение существительного «динатрон» — «тетрод, напряжение на аноде которого поддерживается меньшим, чем напряжение на экранирующей сетке».

## Сущность явления
Работа выхода электрона из металлического анода составляет, в зависимости от материала анода, единицы электронвольт (эВ). Практически каждый электрон, падающий на анод извне с энергией более 10…15 эВ, способен выбить из анода медленный вторичный электрон. В нормальных режимах работы вакуумной лампы энергия электронов, бомбардирующих анод, заведомо больше этого порога — сотни эВ в приёмно-усилительных лампах, тысячи эВ в генераторных лампах, десятки тысяч эВ в высоковольтных кенотронах.
В вакуумном диоде или триоде, на сетку которого подано отрицательное управляющее напряжение, вторичные электроны притягиваются полем анода. Вблизи анода возникает узкая зона пространственного заряда, но покинуть её электроны не в состоянии. Если же на сетку триода подать положительное напряжение, превышающее напряжение анода, то часть вторичных электронов окажется способной покинуть поле анода и устремиться к сетке. Миллиамперметр в цепи анода зафиксирует снижение анодного тока, миллиамперметр в сети сетки — возникновение сеточного тока. Обычный приёмно-усилительный триод в ходе такого эксперимента неминуемо погибнет, однако ранние триоды 1920-х годов вполне допускали такой режим.
Динатронный эффект наиболее выражен в тетродах. В зависимости от соотношения напряжений на аноде и экранирующей сетке, а также от мер, принятых для подавления динатронного эффекта, он проявляется в разной степени:
| Нелинейность (изломы) монотонно-возрастающей зависимости тока анода от напряжения на аноде. При малых анодных напряжениях рост анодного тока может отставать от расчётного «триодного» характера зависимости (закон Чайлда-Ленгмюра), однако при всех режимах внутреннее сопротивление остаётся положительным. Такое поведение свойственно мощным низкочастотным пентодам и лучевым тетродам. Нормальные рабочие режимы этих ламп, как правило, лежат далеко за пределами «динатронных» участков их ВАХ. |
| Отрицательное внутреннее сопротивление наблюдается в тетродах тогда, когда с ростом анодного напряжения отток вторичных электронов с анода на экранирующую сетку растёт быстрее, чем ток первичных электронов, падающих на анод. На анодной вольт-амперной характеристике наблюдается нисходящий участок. С дальнейшим ростом анодного напряжения динатронный эффект ослабляется, и ток начинает вновь возрастать. Как правило, отрицательное внутреннее сопротивление крайне нежелательно, так как может порождать самовозбуждение усилителя. В пентодах динатронный эффект подавлен достаточно сильно, отрицательное внутреннее сопротивление не наблюдается. В лучевых тетродах оно может наблюдаться при больших отрицательных смещениях на управляющей сетке и малых токах анода, см. например ВАХ лучевого тетрода КТ88. |
| Инверсия анодного тока. В ранних тетродах 1920-х годов динатронный эффект доходил до того, что анодный ток менял направление: количество вторичных электронов, выбитых из анода и притянутых экранирующей сеткой, превосходило число электронов, испущенных катодом и долетевших до анода. С точки зрения внешнего наблюдателя, вооружённого миллиамперметром, анод превращался во второй катод. Прибор в цепи анода фиксировал ток электронов, втекающих в анод, прибор в цепи экрана фиксировал ток, превышающий ток эмиссии катода. Покрытие анодов оксидами, повышающими работу выхода, устранило инверсию анодного тока, но не могло устранить участок отрицательного сопротивления. |